# Mogwai (band)
Mogwai is een Schotse post-rockband, gevormd in 1995. De muziek wordt gekenmerkt door een onconventionele liedjesstructuur met lange soundscapes afgewisseld met een enkele explosie van gitaargeweld. De muziek bevat weinig zang, een enkele uitzondering zoals de eerste single "Tuner" daargelaten.

## Geschiedenis
Mogwai werd opgericht in Glasgow in 1995 door gitarist Stuart Braithwaite, basgitarist Dominic Aitchison en drummer Martin Bulloch. Na enkele optredens vervoegde ook John Cummings zich bij de band. Voor hun eerste album Young Team werkte ook Brendan O'Hare mee, daarna verliet hij de band. Voor de opnames van hun tweede album Come On Die Young werd Barry Burns in 1998 een vast lid van de band.

## Bandnaam
Mogwai - hetgeen in het Chinees "spook" of "kwade geest" betekent - is vernoemd naar beestjes uit de Joe Dante-film Gremlins, hoewel Braithwaite toelichtte dat "het geen bijzondere betekenis heeft en we altijd de bedoeling hebben gehad om een betere naam te kiezen, maar zoals zoveel dingen zijn we er nooit aan toe gekomen".

## Discografie

### Albums
| Album met eventuele hitnotering(en) in de Nederlandse Album Top 100 | Datum van verschijnen | Datum van binnenkomst | Hoogste positie | Aantal weken | Opmerkingen   |
| ------------------------------------------------------------------- | --------------------- | --------------------- | --------------- | ------------ | ------------- |
| Young Team                                                          | 21-10-1997            | -                     | -               | -            |               |
| Come On Die Young                                                   | 29-03-1999            | -                     | -               | -            |               |
| EP+6 / EP+2                                                         | 2001                  | -                     | -               | -            | Verzamelalbum |
| Rock Action                                                         | 30-04-2001            | -                     | -               | -            |               |
| Happy Songs For Happy People                                        | 21-05-2003            | -                     | -               | -            |               |
| Government Commissions - BBC Sessions 1996-2003                     | 21-02-2005            | -                     | -               | -            | Verzamelalbum |
| Mr. Beast                                                           | 07-03-2006            | 11-03-2006            | 97              | 1            |               |
| The Hawk Is Howling                                                 | 19-09-2008            | 27-09-2008            | 92              | 1            |               |
| Special Moves                                                       | 23-08-2010            | -                     | -               | -            | Livealbum     |
| Hardcore Will Never Die, But You Will                               | 14-02-2011            | 19-02-2011            | 83              | 1            |               |
| Les Revenants                                                       | 22-02-2013            | -                     | -               | -            | ep            |
| Rave Tapes                                                          | 20-01-2014            | 25-01-2014            | 78              | 1            |               |
| Every Country's Sun                                                 | 01-09-2017            | 09-09-2017            | 85              | 1            |               |
| As The Love Continues                                               | 19-02-2021            | -                     | -               | -            |               |
| The Bad Fire                                                        | 24-01-2025            | -                     | -               | -            |               |